# Liste der Eingemeindungen in die Stadt Dortmund
Mit den Eingemeindungen vom 1. Januar 1975 als derzeit letzte Eingemeindungen in die Stadt Dortmund gehört die Stadt zu den flächengrößten Städten in Nordrhein-Westfalen.
In der ersten Tabelle stehen alle ehemaligen Gemeinden, die direkt nach Dortmund eingemeindet wurden.  Die Gemeinden, die am selben Tag eingemeindet wurden, werden in alphabetischer Reihenfolge aufgeführt. In der zweiten Tabelle stehen die ehemals selbständigen Gemeinden in alphabetischer Reihenfolge, die (zunächst) nicht in die Stadt Dortmund, sondern in eine andere Gemeinde eingegliedert wurden.

## Eingemeindungen in die Stadt Dortmund
Die Eingemeindungen fanden in den Jahren 1905 (Körne), 1914 (acht Gemeinden), 1918 (zwei Gemeinden), 1928 (Stadtkreis Hörde und 22 Gemeinden des aufgelösten Landkreises Dortmund), 1929 (acht Gemeinden des aufgelösten Landkreises Hörde und Somborn aus dem aufgelösten Landkreis Bochum) und 1975 (drei Teileingemeindungen) statt.
| Ehemalige Gemeinde                           | Datum      | Fläche in km2 1897 | Fläche in km2 1967 | Fläche in km2 am Tag der Einge- meindung | Anmerkung                                  |
| -------------------------------------------- | ---------- | ------------------ | ------------------ | ---------------------------------------- | ------------------------------------------ |
| Körne                                        | 01.04.1905 | 3,07               | –                  | 3,11                                     |                                            |
| Deusen                                       | 10.06.1914 | 1,80               | –                  | 2,26                                     |                                            |
| Dorstfeld                                    | 10.06.1914 | 5,24               | –                  | 5,27                                     |                                            |
| Eving                                        | 10.06.1914 | 6,25               | –                  | 6,08                                     |                                            |
| Huckarde                                     | 10.06.1914 | 4,83               | –                  | 4,83                                     |                                            |
| Kemminghausen                                | 10.06.1914 | 1,75               | –                  | 1,79                                     |                                            |
| Lindenhorst                                  | 10.06.1914 | 1,86               | –                  | 1,84                                     |                                            |
| Rahm                                         | 10.06.1914 | 1,90               | –                  | 1,86                                     |                                            |
| Wischlingen                                  | 10.06.1914 | 1,05               | –                  | 1,04                                     |                                            |
| Brackel                                      | 01.04.1918 | 12,72              | –                  | 12,76                                    |                                            |
| Wambel                                       | 01.04.1918 | 6,93               | –                  | 6,63                                     |                                            |
| Asseln                                       | 01.04.1928 | 8,52               | –                  | 8,57                                     |                                            |
| Bodelschwingh                                | 01.04.1928 | 3,26               | –                  | 3,44                                     |                                            |
| Bövinghausen bei Lütgendortmund              | 01.04.1928 | 2,35               | –                  | 4,08                                     |                                            |
| Brechten                                     | 01.04.1928 | 6,51               | –                  | 6,50                                     |                                            |
| Brüninghausen                                | 01.04.1928 | 3,00               | –                  | 2,99                                     |                                            |
| Derne                                        | 01.04.1928 | 3,34               | –                  | 7,23                                     | Umgliederung von 2,06 km2 nach Lünen       |
| Ellinghausen                                 | 01.04.1928 | 1,78               | –                  | 1,78                                     |                                            |
| Grevel                                       | 01.04.1928 | 4,33               | –                  | 4,33                                     |                                            |
| Holthausen bei Lünen Holthausen bei Brechten | 01.04.1928 | 4,38               | –                  | 4,41                                     | Namensänderung im Jahr 1905                |
| Hörde, Stadt                                 | 01.04.1928 | 3,12               | –                  | 3,67                                     |                                            |
| Husen                                        | 01.04.1928 | 1,23               | –                  | 1,62                                     |                                            |
| Kirchderne                                   | 01.04.1928 | 5,40               | –                  | 5,41                                     |                                            |
| Kirchlinde                                   | 01.04.1928 | 3,18               | –                  | 3,18                                     |                                            |
| Kley                                         | 01.04.1928 | 2,12               | –                  | 2,13                                     |                                            |
| Kurl                                         | 01.04.1928 | 2,31               | –                  | 2,15                                     | Umbenennung von Courl am 2. September 1915 |
| Lanstrop                                     | 01.04.1928 | 7,43               | –                  | 7,43                                     |                                            |
| Lütgendortmund                               | 01.04.1928 | 4,56               | –                  | 6,93                                     |                                            |
| Marten                                       | 01.04.1928 | 4,22               | –                  | 4,20                                     |                                            |
| Mengede                                      | 01.04.1928 | 4,83               | –                  | 13,28                                    |                                            |
| Nette                                        | 01.04.1928 | 5,47               | –                  | 5,50                                     |                                            |
| Öspel                                        | 01.04.1928 | 4,73               | –                  | 4,74                                     | Änderung der Schreibweise in Oespel        |
| Westerfilde                                  | 01.04.1928 | 2,49               | –                  | 2,84                                     |                                            |
| Wickede                                      | 01.04.1928 | 9,52               | –                  | 9,29                                     |                                            |
| Aplerbeck                                    | 01.08.1929 | 10,36              | –                  | 10,36                                    |                                            |
| Barop                                        | 01.08.1929 | 4,77               | –                  | 12,38                                    |                                            |
| Berghofen                                    | 01.08.1929 | 5,22               | –                  | 5,23                                     |                                            |
| Kirchhörde                                   | 01.08.1929 | 13,47              | –                  | 13,60                                    |                                            |
| Schüren                                      | 01.08.1929 | 3,35               | –                  | 3,34                                     |                                            |
| Sölde                                        | 01.08.1929 | 9,11               | –                  | 6,84                                     | Umgliederung von 2,28 km2 nach Holzwickede |
| Somborn                                      | 01.08.1929 | 2,07               | –                  | 1,29                                     | Umgliederung von 0,78 km2 nach Bochum      |
| Syburg                                       | 01.08.1929 | 6,71               | –                  | 6,71                                     |                                            |
| Wellinghofen                                 | 01.08.1929 | 3,99               | –                  | 21,33                                    |                                            |
| Holzen                                       | 01.01.1975 | 7,53               | 7,52               | 5,62                                     | Umgliederung von 1,91 km2 nach Schwerte    |
| Lichtendorf                                  | 01.01.1975 | 4,88               | 4,88               | 1,84                                     | Umgliederung von 3,04 km2 nach Schwerte    |
| Westhofen, Stadt                             | 01.01.1975 | 8,37               | 8,41               | 1,70                                     | Umgliederung von 6,71 km2 nach Schwerte    |

## Eingemeindungen in selbständige Orte, die später in die Stadt Dortmund eingemeindet wurden
Die Eingemeindungen nach Lütgendortmund fanden im Jahr 1907, die nach Bövinghausen im Jahr 1909, die nach Mengede im Jahr 1910, die nach Barop etwa um das Jahr 1920 herum sowie die nach Altenderne-Oberbecker und Wellinghofen im Jahr 1922 statt.
| Ehemalige Gemeinde      | Datum        | Fläche in km2 1897 | Anmerkung                                                         |
| ----------------------- | ------------ | ------------------ | ----------------------------------------------------------------- |
| Altenderne-Niederbecker | 22.11.1922   | 3,91               | Eingemeindung nach Altenderne-Oberbecker                          |
| Altenderne-Oberbecker   | 27.10.1923   | 3,34               | Umbenennung in Derne                                              |
| Dellwig-Holte           | 01.04.1907   | 2,34               | Eingemeindung nach Lütgendortmund                                 |
| Eichlinghofen           | 1921         | 2,62               | Eingemeindung nach Barop                                          |
| Groppenbruch            | 27.10.1910   | 3,63               | Eingemeindung nach Mengede                                        |
| Hacheney                | 01.05.1922   | 9,76               | Eingemeindung nach Wellinghofen                                   |
| Hostedde                | 22.11.1922   | 1,97               | Eingemeindung nach Altenderne-Oberbecker                          |
| Lücklemberg             | 01.05.1922   | 4,19               | Eingemeindung nach Wellinghofen                                   |
| Menglinghausen          | 1921         | 1,73               | Eingemeindung nach Barop                                          |
| Niederhofen             | 01.05.1922   | 2,25               | Eingemeindung nach Wellinghofen                                   |
| Östrich                 | 27.10.1910 ? | 1,99               | Eingemeindung nach Mengede, Änderung der Schreibweise in Oestrich |
| Persebeck               | 1921         | 1,60               | Eingemeindung nach Barop                                          |
| Salingen                | 1921         | 1,65               | Eingemeindung nach Barop                                          |
| Schwieringhausen        | 27.10.1910   | 2,80               | Eingemeindung nach Mengede                                        |
| Westrich                | 01.04.1909   | 1,73               | Eingemeindung nach Bövinghausen bei Lütgendortmund                |
| Wichlinghofen           | 01.05.1922   | 1,14               | Eingemeindung nach Wellinghofen                                   |

## Weitere Gebietsein- und -umgliederungen
Am 1. August 1929 wurde zudem eine 25 ha große Fläche von Bochum nach Dortmund umgegliedert.
Am 1. Juli 1950 kam es zu einem Gebietsaustausch zwischen den Städten Dortmund und Lünen. Die Stadt Dortmund erhielt eine Fläche von 1,15 km2 und trat im Gegenzug eine Fläche von 1,18 km2 ab. Bei dem hinzugewonnenen Gebiet handelt es sich neben Gebieten südlich der Autobahn A 2 um ein ursprünglich zu Brambauer gehörendes Gebiet in Richtung Brechten bis zur Oetringhauser Straße. Abgegeben wurde ein ursprünglich zu Schwieringhausen gehörendes Gebiet, das sich westlich der in Brambauer liegenden Schulenkampstraße und deren Verlängerung (Schwester-Elisabeth-Weg, Pfarrer-Kock-Weg, Abzweig der Ferdinandstraße bis zur Waltroper Kanonenstraße) befindet.
Am 1. Januar 1975 wurde eine etwa 1 ha große Fläche von Garenfeld nach Dortmund umgegliedert. Dortmund trat an Hagen eine Fläche von 31 ha und an Schwerte eine Fläche von 21 ha ab.

### Hombruch und Scharnhorst
Die beiden Stadtteile Hombruch und Scharnhorst geben den jeweiligen Stadtbezirken, die im Jahr 1975 errichtet wurden, ihren Namen. Sie waren jedoch nie selbständige Gemeinden:
Hombruch:
Als Teil der Gemeinde Kirchhörde gehörte Hombruch zum Landkreis Hörde. Mit der Auflösung dieses Landkreises und der Eingemeindung Kirchhördes nach Dortmund erhielt Hombruch eine eigene Verwaltungsstelle.
Scharnhorst:
Der Stadtteil umfasst ursprünglich die nördlich der Bahnlinie Dortmund–Hamm liegenden Gebietsteile der 1918 nach Dortmund eingemeindeten Orte Brackel und Wambel. Im Jahr 1965 begann auf dem Gelände östlich der Flughafenstraße der Bau der Großwohnsiedlung Scharnhorst-Ost. Obwohl die Siedlung auf dem ursprünglichen Gemeindegebiet von Grevel errichtet wurde, beschloss man, sie dem Ortsteil Scharnhorst zuzuordnen.

### Neuasseln
Neuasseln war nie eine politisch selbständige Gemeinde. Für die Beschäftigten der Zeche Holstein wurde 1865 eine Zechensiedlung errichtet. Die Flurstücke gehörten teilweise zu Asseln und zum anderen Teil zu Brackel. Der Ortsteil gehört seit 1975 zum Stadtbezirk Brackel.

### Kreiszugehörigkeit
Die eingemeindeten Orte gehörten ursprünglich mit einer Ausnahme zum Kreis Dortmund, ab dem 15. Februar 1875 Landkreis Dortmund. Am 1. April 1887 wurde der Landkreis Dortmund aufgeteilt. Seine südlichen Gemeinden gehörten fortan zum Kreis Hörde, ab dem 1. April 1911 Landkreis Hörde.
Somborn gehörte früher zum Landkreis Bochum.

## Gebietsentwicklung

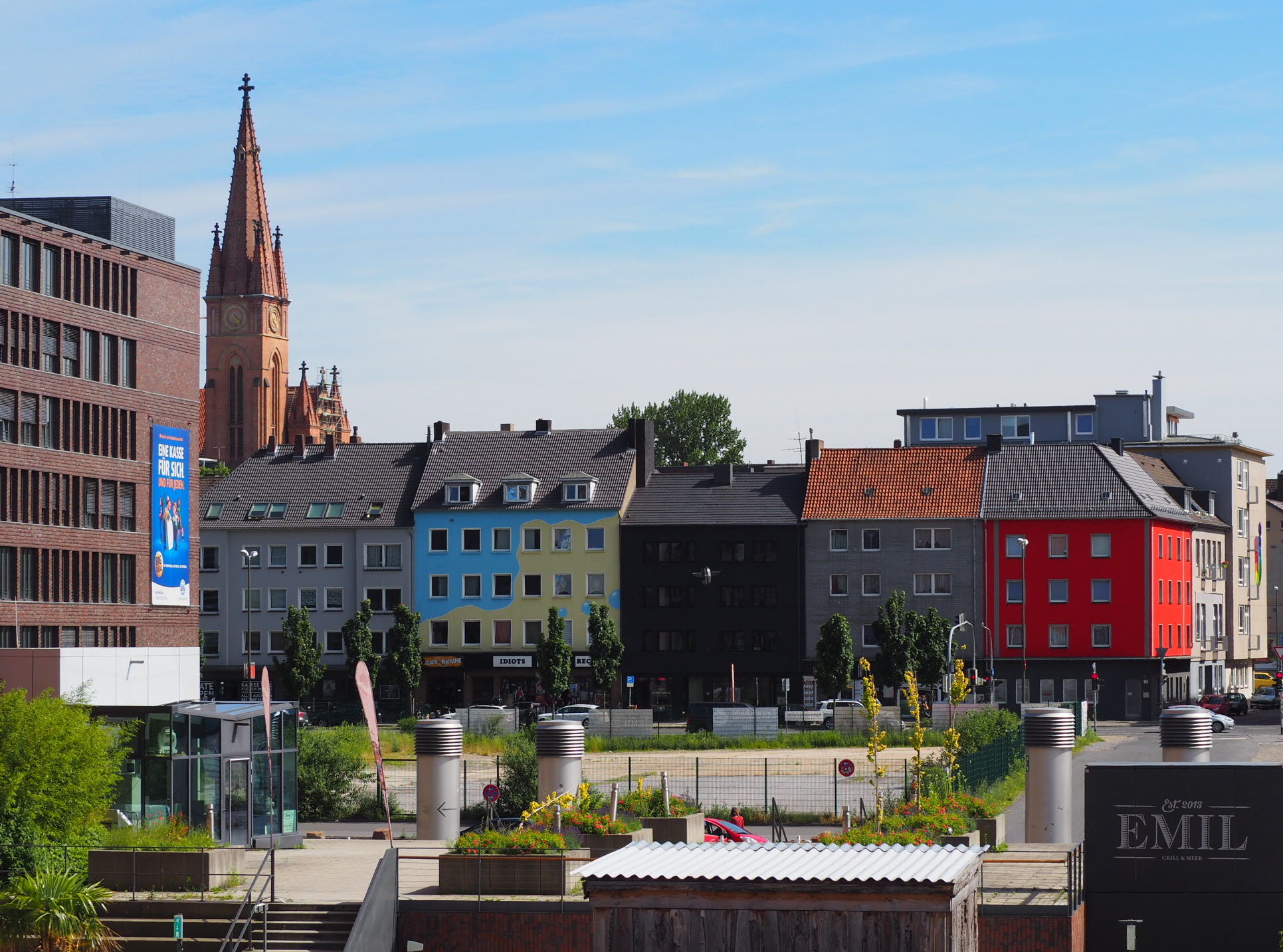
Verdichteter urbaner Stadtraum Unionviertel

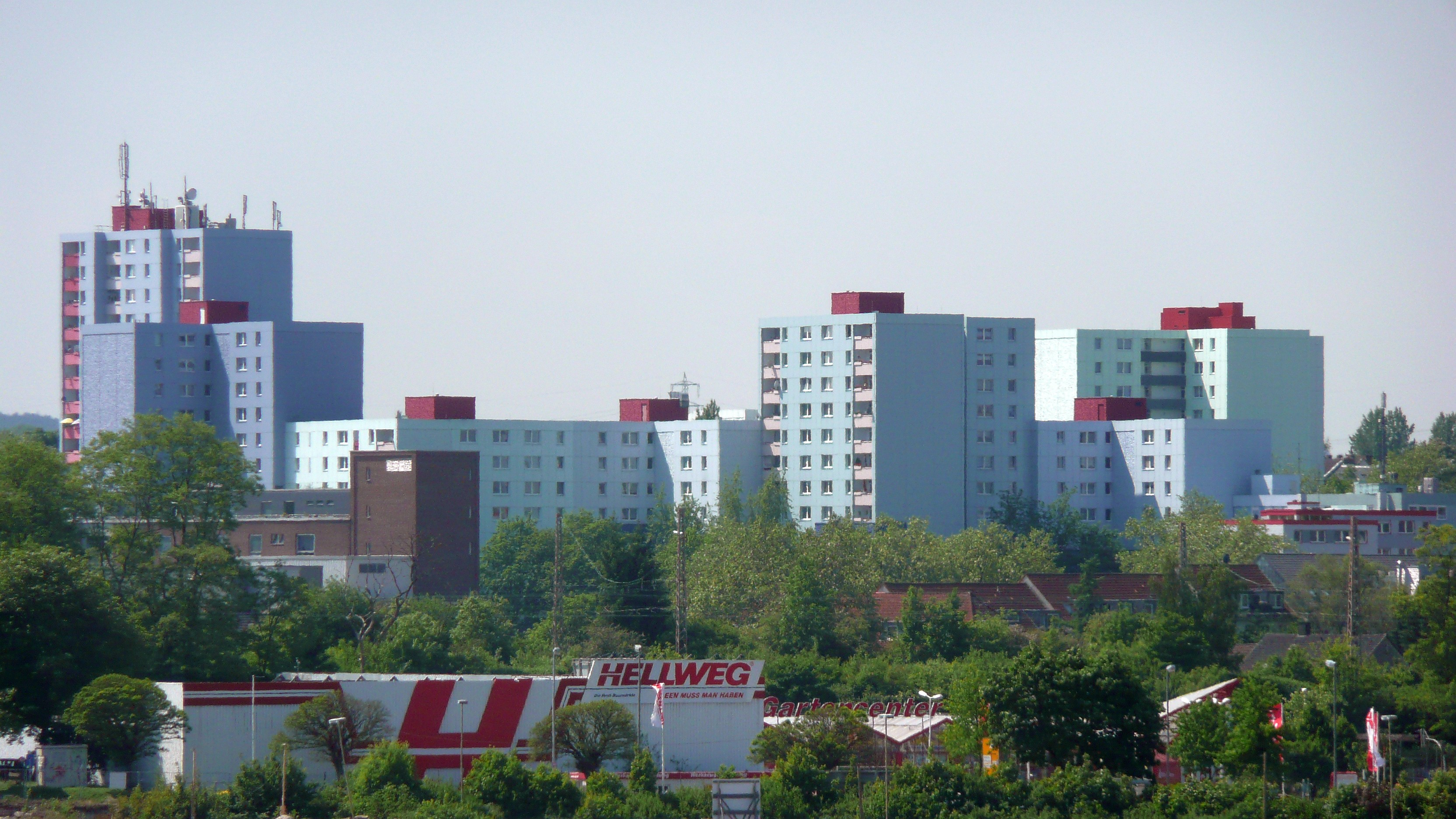
Hochhaussiedlung außerhalb der Innenstadt

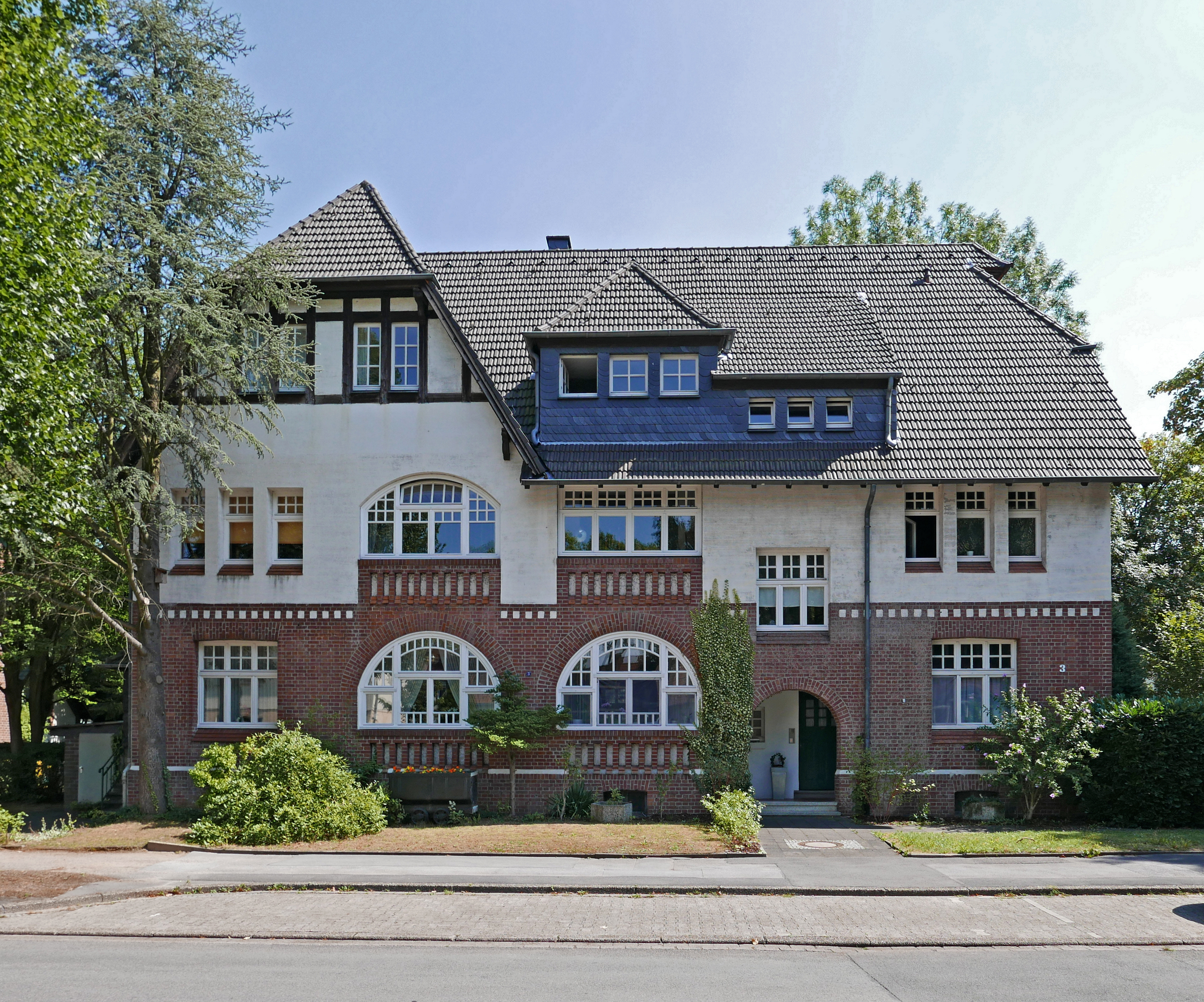
Zechensiedlung Kolonie Landwehr

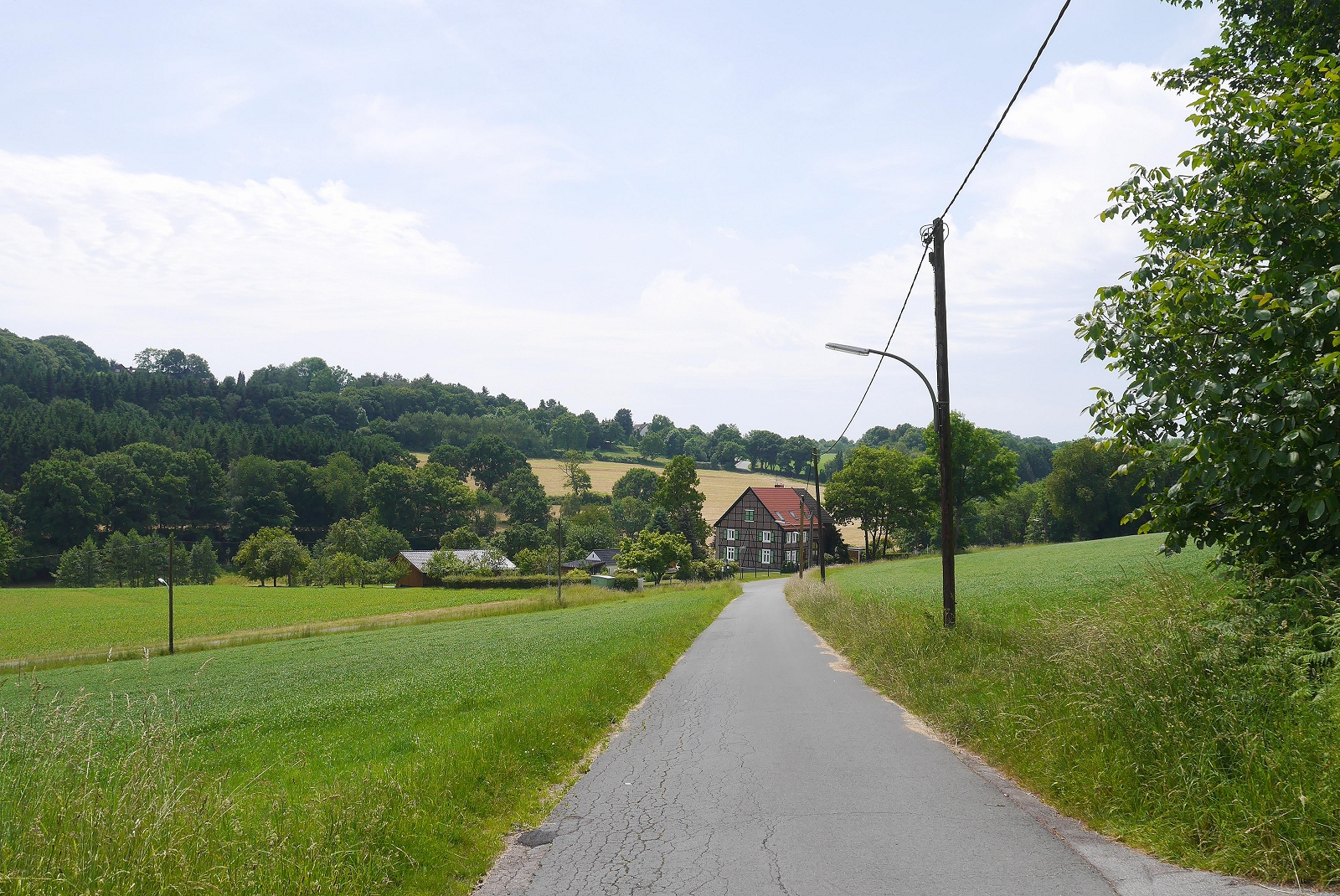
Ländlich geprägtes Umland, Wannebachtal in Dortmund-Syburg

Charakteristisch für das heutige Dortmunder Stadtgebiet ist die räumlich stark ausgeprägte Abgrenzung einzelner Stadtteile zu ihren Nachbarstadtteilen durch Felder, Wälder oder Verkehrsflächen. Dieser Umstand beruht auf der relativ kleinteilig erfolgten Eingemeindungen ehemals eigenständiger Gemeinden. Einige größere Stadtteile wie die Stadtbezirkszentren Hörde, Aplerbeck oder Mengede vermitteln ihre ehemalige Eigenständigkeit noch deutlich durch die Größe ihrer Stadtteilzentren und ihrer Einkaufsstraßen. Auch zeigt sich noch heute im Stadtbild die historische, geographische Bewegung des Bergbaus und der Montanindustrie in Dortmund von Süden nach Norden.

### Innenstadt
Wie in jeder Großstadt befindet sich dicht besiedelter, urbaner Stadtraum in der Innenstadt und dessen Umgebung, meist sind es mehrgeschossige Altbauwohnungen. Besonderheit stellt das traditionelle Arbeiterviertel Nordstadt (offiziell Innenstadt-Nord) dar, in welchem Teile des Stadtbezirks Besiedlungsdichten von bis zu 43.200 Einwohnern pro km² aufweisen (Nordmarkt-Südost), u. a. befindet sich dort die Hochhaussiedlung Hannibal.

### Außenbezirke
In den Außenbezirken befinden sich neben Ein- und Mehrfamilienhäusern öfters Hochhaussiedlungen, bekannteste sind u. a. der Clarenberg und der Hannibal in Dorstfeld.
Im Dortmunder Süden (mit Ausnahme von Hörde) sind die Industrierelikte aus dem Stadtbild größtenteils längst verschwunden. Dies begünstigte den ab den 1950er Jahren dort verhältnismäßig stark ausgeprägten Bau von Siedlungen mit Ein- bis Zweifamilienhäusern, was große Teile des Dortmunder Südens zur bevorzugten Wohnlage machte. Besonders die Stadtteile am äußeren südlichen bzw. südöstlichen Dortmunder Stadtrand sowie die Stadtteile unmittelbar westlich der B 54 weisen viele großzügige Einfamilienhäuser und Villen auf. Durch gemischte Wohnbebauung geprägt sind hingegen die zentraleren Stadtteile Hombruch, Barop und Benninghofen. Im südöstlichen Stadtteil Hörde herrschen an Wohnbebauung hingegen mehrgeschossige Altbau-Wohnhäuser vor.
Ab der Nachkriegszeit stark gewachsen sind auch große Teile des Dortmunder Ostens, in welchem aufgrund seiner Nähe zu den eher ländlich geprägten östlichen Nachbargemeinden Dortmunds und seinem erhöhten Anteil an Ein- bis Zweifamilienhäusern, heute nur noch wenig an die Zeit der Industrialisierung erinnert. Einzelne Stadtteile haben dank einiger historischer Fachwerkbauten ihren dörflichen Charakter erhalten wie beispielsweise Sölde, Schüren oder Asseln. Stärker durch Mehrfamilienhausbebauung geprägt sind hingegen das zentrale Körne und das am Stadtrand gelegene Wickede.
Im Stadtbild des Dortmunder Westens sind aufgrund seiner zentraleren Lage im Ruhrgebiet und seiner länger anhaltenden bergbaulichen Bedeutung, die Strukturen der Industrialisierung in einigen Gebieten noch deutlich zu sehen. Mit der Zeche Zollern, der Kokerei Hansa, der Zeche Westhausen und der Zeche Adolf von Hansemann existieren im Westen noch einige sehr markante Industriedenkmäler aus dieser Zeit. Viele Stadtteile wie Marten, Bövinghausen oder Huckarde erinnern mit ihren älteren Wohngebäuden noch heute stark an die Hochphase des Bergbaus. Andere Stadtteile wie Westrich oder Bodelschwingh haben dank einiger Fachwerkbauten ihren dörflichen Charakter erhalten. Stadtteile wie Oespel und Deusen sind überwiegend durch Einzelhausbebauung geprägt. Vermehrter Geschosswohnungsbau findet sich hingegen in Westerfilde und Nette. Im Dortmunder Norden sind die Spuren der Industriekultur innerhalb Dortmunds insgesamt noch relativ deutlich zu sehen. In der Spätphase des Steinkohleabbaus entstanden hier für die Steigerung der Lebensqualität der Bergarbeiter, viele größere Zechensiedlungen, von denen einige wie die Müsersiedlung in Derne heute unter Denkmalschutz stehen. Mit der dem Bergbau folgenden Montanindustrie im Norden Dortmunds gingen der Bau vieler Geschossbauten wie beispielsweise in Scharnhorst-Ost sowie vieler Werkswohnungen einher. Als Industriedenkmäler erhalten blieben hier u. a. die Zeche Minister Stein in Eving und die Zeche Gneisenau in Derne. Gleichzeitig existieren jedoch gerade im Dortmunder Norden mit Holthausen, Grevel oder Schwieringhausen einige noch immer sehr dörflich geprägte Stadtteile. Überwiegend durch Einzelhausbebauung geprägt sind zudem Stadtteile wie Kurl, Husen und Brechten.